# Paczoskia jurineicola
Paczoskia jurineicola är en insektsart. Paczoskia jurineicola ingår i släktet Paczoskia och familjen långrörsbladlöss. Inga underarter finns listade i Catalogue of Life.